# Актобе (газета)
Актобе (каз. Ақтөбе) — областная газета Актюбинской области в Казахстане.

## История
Газета издавалась в Актюбинске с марта 1924 на казахском языке (с использованием арабского алфавита) под названием «Кедей», как губернская газета, орган Актюбинского губернского исполкома и губкома ВКП(б).
С 19 августа 1930 газета «Кедей» становится районной газетой Темирского района, а областная газета выходит под названием «Алга». С 1932 года с образованием Актюбинской области получает название «Путь социализма». С 1 июля 1962 издание прекращено. Возобновлено с 6 апреля 1965 под названием «Путь коммунизма». С 1990 выходит под современным названием.
В 2024 году творческий коллектив областной общественно-политической газеты «Ақтөбе» награждён Благодарностью Президента Республики Казахстан в области средств массовой информации.